# 다섯 대의 부서진 카메라
다섯 대의 부서진 카메라(5 Broken Cameras)는 팔레스타인, 이스라엘, 프랑스에서 제작된 애머드 버넷 감독의 2011년 다큐멘터리 영화이다. 애머드 버넷 등이 주연으로 출연하였다.

## 출연

### 주연
- 애머드 버넷